# Guarani Futebol Clube
Guarani Futebol Clube, zkráceně Guarani FC, je brazilský fotbalový klub, sídlící ve městě Campinas ve státě São Paulo. Hraje na stadionu Estádio Brinco de Ouro da Princesa. 1× byl mistrem Brazílie. Barvami jsou zelená a bílá.

## Historie
Klub byl založen studenty roku 1911 jako Guarany Foot-Ball Club. Název dostal podle opery Il Guarany od skladatele Antônia Carlose Gomese, který se narodil v Campinas.
Roku 1978 klub vyhrál brazilský titul. Nikdy v historii však nezískal titul mistra státu São Paulo.
Městským rivalem je AA Ponte Preta.

## Úspěchy

### Národní
- Campeonato Brasileiro Série A

Vítěz (1): 1978
2. místo (2): 1986, 1987

### Státní
- Campeonato Paulista

2. místo (2): 1988, 2012